# Audrey Walsingham
Audrey Walsingham, född Shelton 1568, död 1624, var en engelsk hovfunktionär. Hon var mistress of the Robes hos Englands drottning Anna av Danmark 1603–1619. 
Hon var dotter till Sir Ralph Shelton, och gifte sig 159? med Sir Thomas Walsingham, kusin till Sir Francis Walsingham. LIksom sin make var hon en mecenat till pjäsförfattaren George Chapman, som dedikerade en pjäs till paret. 
Audrey Walsingham tjänstgjorde som Lady of the Bedchamber till drottning Elisabet I av England och beskrivs som omtyckt vid hovet. Hon och hennes make tillhörde dem som arbetade för Jakob I som efterträdare till Elisabet. 
När Jakob år 1603 besteg tronen, tillhörde hon det följe av hovdamer som sändes för att möta den nya drottningen, Anna, vid skotska gränsen inför hennes intåg i London. Detta följe bestod av Philadelphia Scrope and Anne, grevinna av Worcester, Frances, grevinna av Kildare, Lady Anne Herbert, Penelope, Lady Rich, och Audrey Walsingham.  
Hon utnämndes till Annas Mistress of the Robes, med ansvar för alla övriga hovdamer, och fick året därpå en årlig pension från kungen. Hon deltog i Annas berömda maskspel och spelade rollen som Astraea i Vision of the Twelve Goddesses (1604) och Periphere i Masque of Blackness (1605). 
Hon ryktades ha ett förhållande med Robert Cecil, Earl of Salisbury, och vid dennes död anklagades hon i den anonyma smädesdikten O Ladies, Ladies Howle & and Cry för att tillsammans med Katherine Howard, Countess of Suffolk ha orsakat Cecils död genom att smitta honom med syfilis.